# Roswell, New Mexico
Roswell (/ˈrɒzwɛl/) là thành phố thủ phủ của quận Chaves ở bang New Mexico nước Mỹ. Quận Chaves giúp tạo thành toàn bộ vùng tiểu đô thị Roswell. Theo điều tra dân số năm 2020 thì nơi đây có 48.422 người, trở thành thành phố lớn thứ năm ở New Mexico. Đây là trụ sở của Học viện Quân sự New Mexico (NMMI), được thành lập vào năm 1891. Thành phố này còn là địa điểm thuộc khuôn viên Đại học Đông New Mexico. Khu bảo tồn Động vật hoang dã Quốc gia Hồ Bitter nằm cách thành phố vài dặm về phía đông bắc trên sông Pecos. Công viên Tiểu bang Bottomless Lakes nằm cách Roswell 12 dặm (19 km) về phía đông trên Quốc lộ 380.
Thành phố này vốn nổi tiếng trên toàn nước Mỹ là nhờ sự kiện Roswell mặc dù địa điểm rơi UFO được cho là cách Roswell khoảng 75 dặm (121 km) và gần Corona hơn. Việc điều tra và thu hồi các mảnh vỡ do Sân bay Lục quân Roswell địa phương xử lý. Nhân dịp kỷ niệm 50 năm sự kiện UFO Roswell cũng mở đầu Lễ hội UFO.
Trong suốt thập niên 1930, Roswell là nơi thực hiện phần lớn công việc chế tạo tên lửa ban đầu của Robert H. Goddard. Bảo tàng và Trung tâm Nghệ thuật Roswell duy trì một cuộc triển lãm bao gồm tái hiện xưởng phát triển động cơ tên lửa của Goddard. Một trong những trường trung học của thị trấn là Trường Trung học phổ thông Goddard, được đặt theo tên của Robert H. Goddard.
Ngành du lịch của Roswell dựa trên các bảo tàng và doanh nghiệp kỹ thuật hàng không vũ trụ và UFO học, cũng như các biểu tượng chủ đề về người ngoài hành tinh và tàu vũ trụ. Thành phố cũng dựa vào du lịch liên quan đến New Mexico và Americana. Các nhà hàng ẩm thực Mexico mới, chẳng hạn như Martin's Capitol Café, nằm gần trung tâm thành phố trên tuyến đường chính, gần Trung tâm Nghiên cứu và Bảo tàng UFO Quốc tế. Các buổi biểu diễn âm nhạc dân gian địa phương của Mỹ và New Mexico diễn ra gần tòa nhà Pioneer Plaza và trong các công viên xung quanh thành phố. Đây là một trung tâm canh tác có tưới tiêu tương tự acequia, chăn nuôi bò sữa và gia cầm, đồng thời còn là địa điểm của một số cơ sở sản xuất thịt, xe buýt, quần áo, bông, dầu mỏ và khí thiên nhiên. Ngoài ra, nhờ khí hậu êm dịu đã biến nơi đây thành cả một khu nghỉ dưỡng kể từ sau sự kiện đĩa bay năm 1947. Niềm tự hào của khu vực này đã giúp Roswell nhiều lần được trao Giải thưởng Thành phố Toàn nước Mỹ, vào các năm 1978–1979 và 2002.
Roswell còn có lịch sử chơi bóng chày ở các giải hạng nhỏ.

## Lịch sử

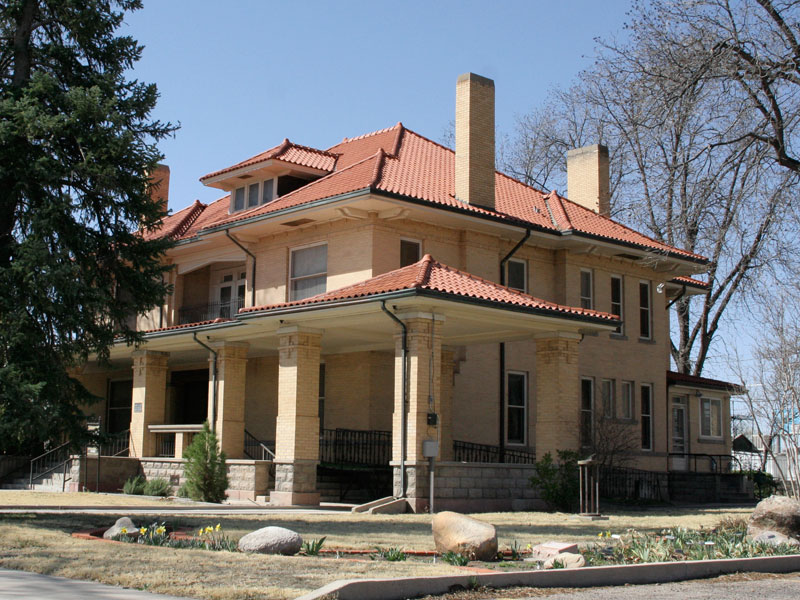
Ngôi nhà của gia đình White, được xây dựng vào năm 1912, hiện là một viện bảo tàng.

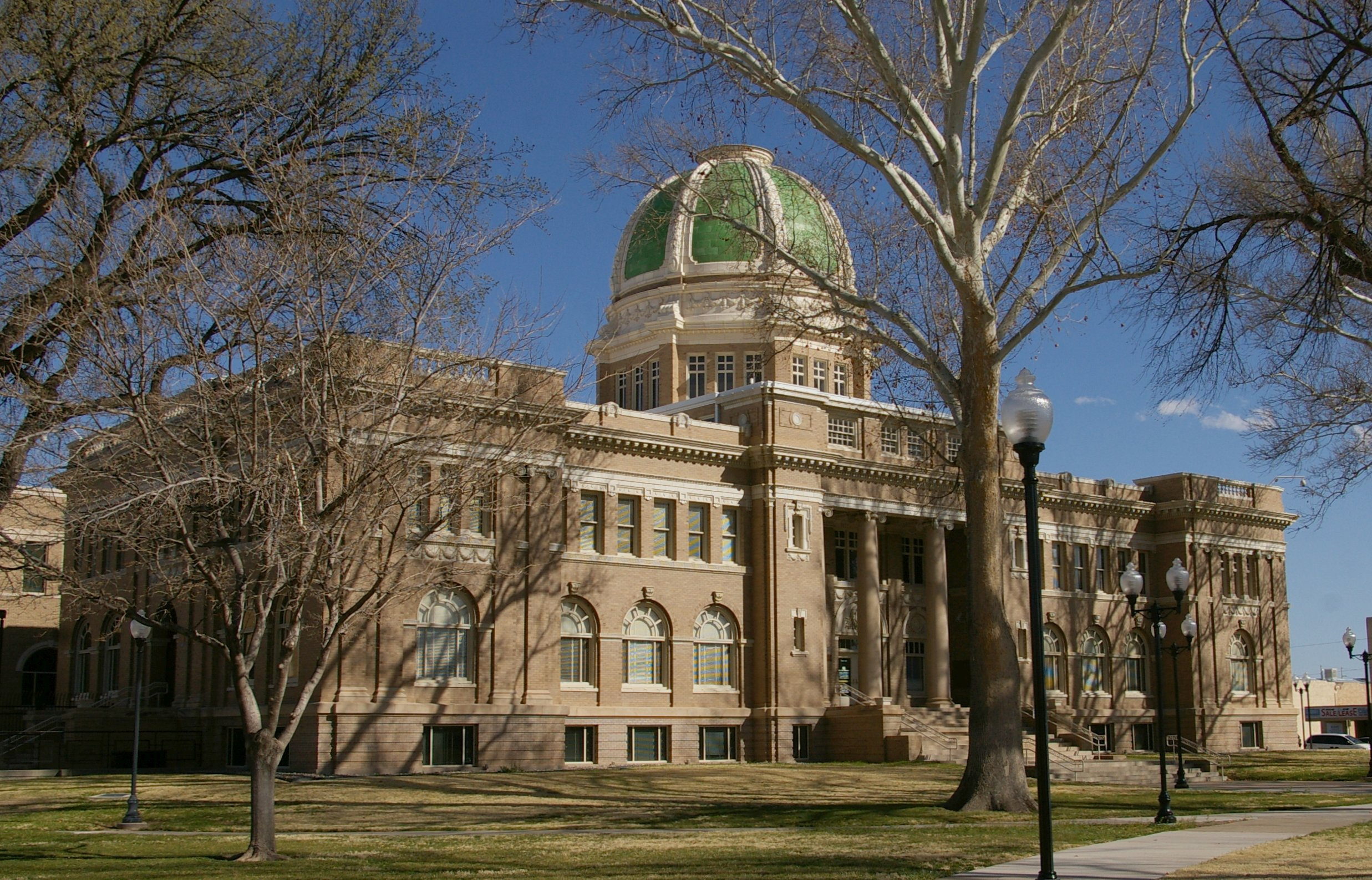
Tòa án Quận Chaves

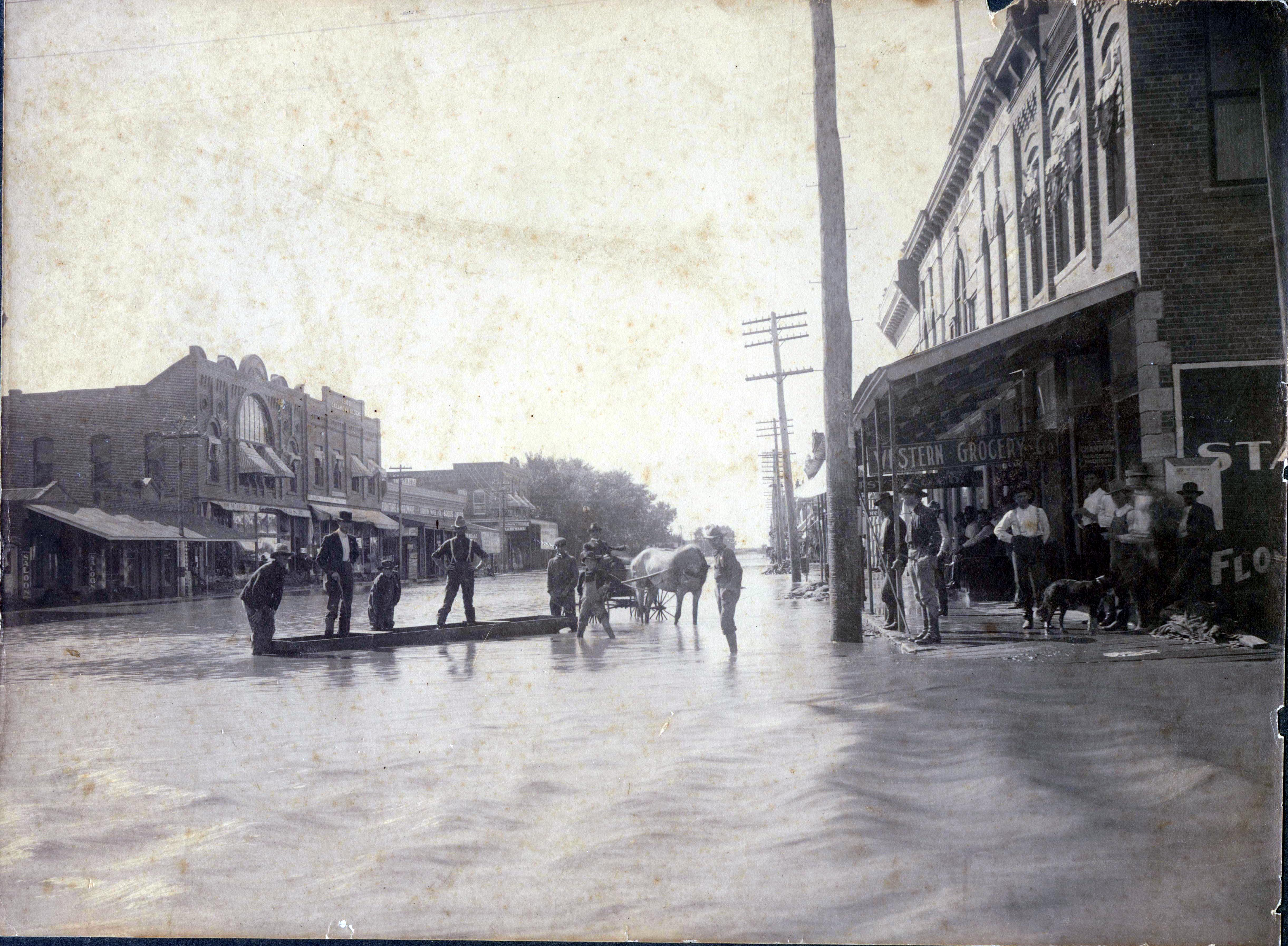
Lũ lụt Roswell

Những người định cư không phải dân bản địa đầu tiên của khu vực xung quanh Roswell là một nhóm dân tiên phong đến từ Missouri cố gắng gầy dựng một khu định cư 15 dặm (24 km) về phía tây nam của khu vực ngày nay là Roswell vào năm 1865, nhưng bị buộc phải từ bỏ địa điểm này vì thiếu nước. Nó được gọi là Missouri Plaza. Khu vực này cũng có nhiều cư dân gốc Tây Ban Nha từ Lincoln, New Mexico. John Chisum sở hữu trang trại Jingle Bob nổi tiếng của riêng mình cách trung tâm Roswell, tại South Spring Acres khoảng 5 dặm (8 km). Vào thời điểm đó, đây là trang trại lớn nhất ở nước Mỹ.
Một doanh nhân quê ở Omaha, Nebraska tên Van C. Smith cùng cộng sự Aaron Wilburn đã xây dựng hai tòa nhà bằng gạch nung vào năm 1869, mở đầu khu vực bây giờ là Roswell. Hai tòa nhà trở thành cửa hàng tổng hợp, bưu điện và chốn nghỉ chân cho khách trả tiền của khu định cư. Năm 1871, Smith đệ đơn lên chính phủ liên bang về khu đất xung quanh các tòa nhà, và vào ngày 20 tháng 8 năm 1873, ông trở thành trưởng bưu cục đầu tiên của thị trấn này. Smith là con trai của Roswell Smith, một luật sư nổi tiếng ở Lafayette, Indiana, và Annie Ellsworth, con gái của Ủy viên cấp Bằng sáng chế Hoa Kỳ Henry Leavitt Ellsworth. Ông gọi thị trấn là Roswell dựa theo cái tên đầu tiên của cha mình.
Năm 1877, Đại úy Joseph Calloway Lea và gia đình của ông đã mua lại quyền sở hữu của Smith và Wilburn và trở thành chủ sở hữu của phần lớn đất đai Roswell và khu vực quanh đó. Thị trấn tương đối yên tĩnh trong Chiến tranh Quận Lincoln (1877–1879). Một tầng ngậm nước lớn được phát hiện khi thương gia Nathan Jaffa cho khoan giếng ở sân sau nhà mình trên Đại lộ Richardson vào năm 1890, dẫn đến sự tăng trưởng và tiến triển lớn đầu tiên của khu vực này. Sự phát triển vẫn tiếp tục đến khi Đường sắt Thung lũng Pecos hình thành vào năm 1892. Năm 1894, thành phố được kết nối vào Hệ thống Đường sắt Liên bang của nước Mỹ.
Trong Thế chiến II, một trại tù binh chiến tranh nằm trong Công viên Orchard gần đó. Đám tù binh chiến tranh người Đức được sử dụng để tạo dựng cơ sở hạ tầng lớn ở Roswell, chẳng hạn như lát bờ sông North Spring. Một số tù binh đã sử dụng những tảng đá có kích thước khác nhau để tạo đường viền của một cây thập tự sắt giữa những tảng đá bao phủ bờ bắc. Sau đó, cây thập tự sắt được bao phủ bằng một lớp bê tông mỏng. Trong thập niên 1980, một đội khai thông lòng sông đã dọn sạch lớp bê tông và để lộ đường viền này một lần nữa. Công viên nhỏ ngay phía nam của cây thánh giá khi đó được gọi là Công viên Chữ Thập Sắt. Ngày 11 tháng 11 năm 1996, công viên được đổi tên thành Công viên POW/MIA. Công viên trưng bày một phần của Bức tường Berlin, do Không quân Đức tặng cho thành phố Roswell.
Roswell là một địa điểm có tầm quan trọng về mặt quân sự từ năm 1941 đến năm 1967. Năm 1967, Căn cứ Không quân Walker ngừng hoạt động. Sau khi đóng cửa căn cứ, Roswell bèn tận dụng khí hậu dễ chịu nơi đây và tự tái tạo thành một cộng đồng hưu trí.

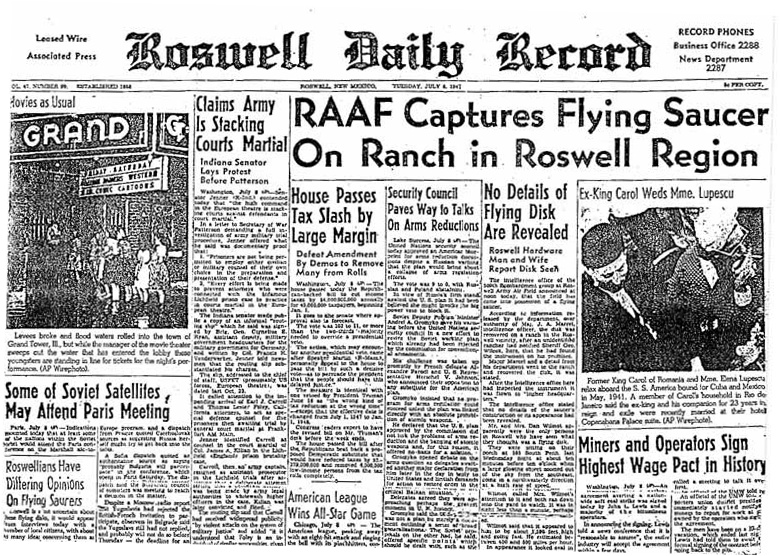
Tờ Roswell Daily Record, số ra ngày 8 tháng 7 năm 1947, tuyên bố đã "bắt được" một "đĩa bay"

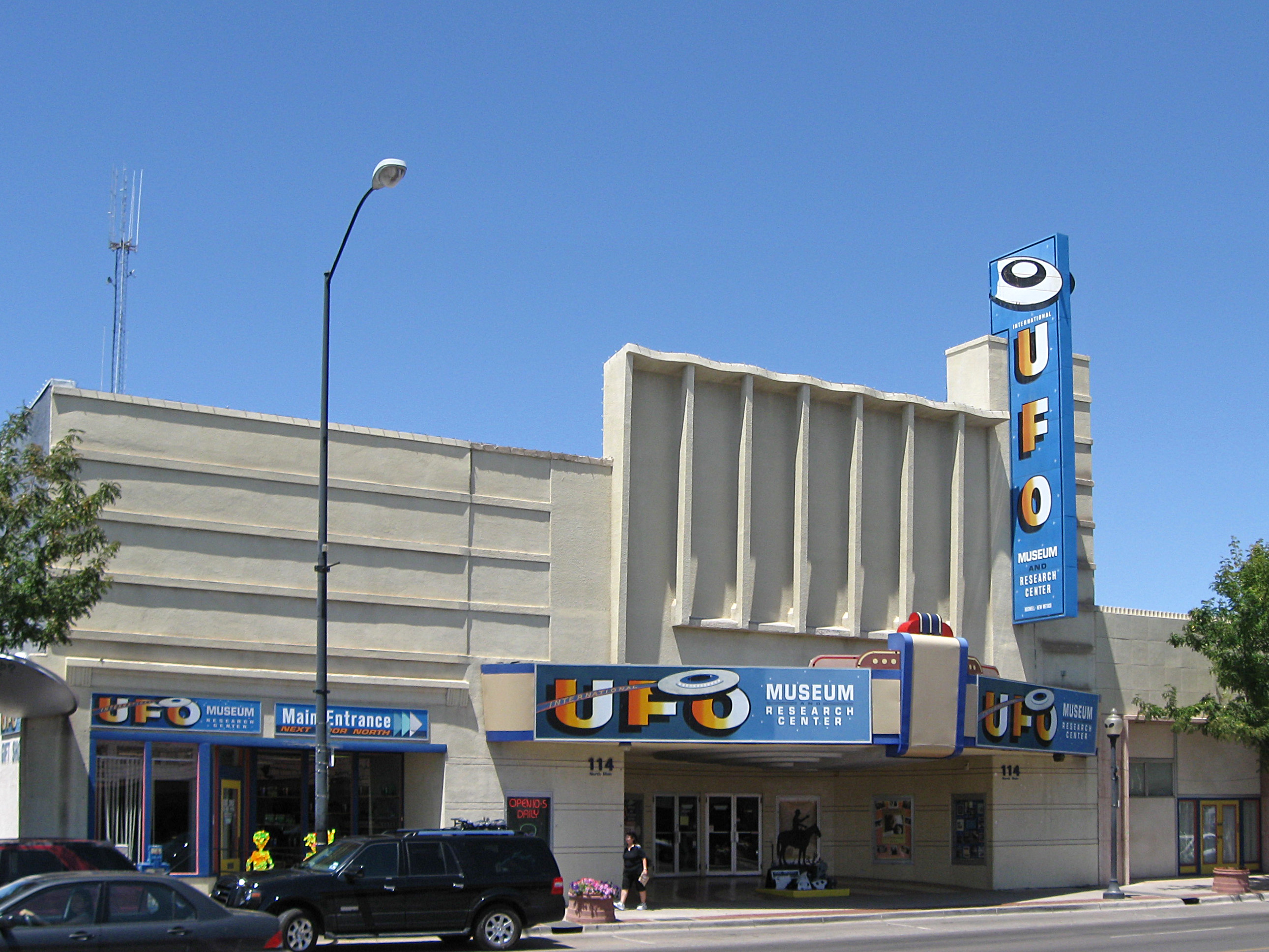
Bảo tàng UFO Quốc tế

Roswell được hưởng lợi từ sự quan tâm đến sự kiện UFO năm 1947. Đây chính là báo cáo về vật thể lạ rơi ở khu vực lân cận nói chung vào tháng 6 hoặc tháng 7 năm 1947, bị nghi là một phi thuyền ngoài Trái Đất và những người ngoài hành tinh trên tàu. Kể từ cuối thập niên 1970, vụ việc trở thành chủ đề của cuộc tranh cãi gay gắt và về thuyết âm mưu liên quan đến một chương trình mật có tên "Dự án Mogul". Nhiều người ủng hộ UFO khẳng định rằng người ta đã tìm thấy phi thuyền của người ngoài hành tinh và phi hành đoàn trên tàu đã bị bắt giữ, và quân đội về sau này cố gắng che đậy vụ việc. Khoảng thời gian gần đây, giới kinh doanh cố tình tìm kiếm những du khách ưa thích đề tài UFO, khoa học viễn tưởng và người ngoài hành tinh.
Roswell còn đứng ra tổ chức cuộc nhảy dù phá vỡ kỷ lục của Felix Baumgartner vào ngày 14 tháng 10 năm 2012.

## Địa lý
Roswell nằm trong vùng Cao nguyên lớn ở đông nam New Mexico, cách sông Pecos khoảng 7 mi (11 km) về phía tây và khoảng 40 mi (64 km) về phía đông của vùng cao nguyên trồi lên dãy núi Sierra Blanca. Các tuyến quốc lộ 70, 285 và 380 đều giao nhau trong thành phố này. Tuyến quốc lộ 70 dẫn về phía đông bắc khoảng 111 mi (179 km) đến Clovis và 117 mi (188 km) về phía tây đến Alamogordo; Tuyến quốc lộ 285 dẫn hướng bắc 192 mi (309 km) đến Santa Fe và 76 mi (122 km) về phía nam đến đến Carlsbad; và tuyến quốc lộ 380 dẫn về phía đông 134 mi (216 km) đến Brownfield, Texas, và phía tây 164 mi (264 km) đến Socorro.
Theo Cục Thống kê Dân số Hoa Kỳ, Roswell có tổng diện tích 29,9 dặm vuông (77,5 km2), trong đó 29,8 dặm vuông (77,3 km2) là đất và 0,04 dặm vuông (0,1 km2), hay 0,19%, được bao phủ bởi nước.

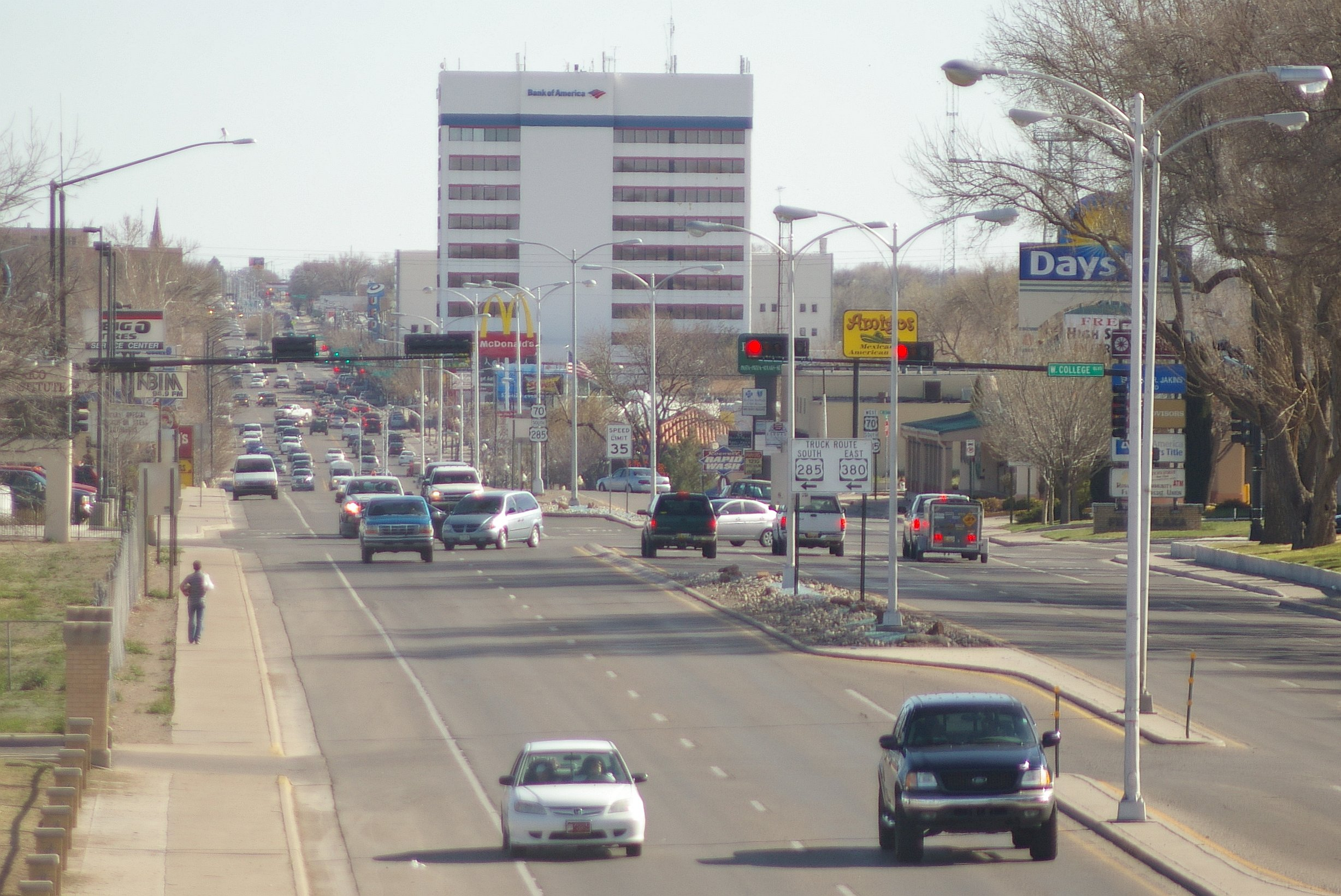
Tuyến đường chính ở Roswell

### Khí hậu
Roswell nằm ở cả vùng đại bình nguyên Bắc Mỹ và sa mạc Chihuahuan và có bốn mùa rất rõ rệt, đưa đến kiểu khí hậu bán khô hạn BSk hoặc BSh theo phân loại khí hậu Köppen. Mùa đông lạnh, nhưng thường có nắng, và tuyết rơi là điều thường xảy ra. Mùa xuân ôn hòa và thường ấm áp, nhưng thỉnh thoảng vẫn có thể lạnh. Mùa hè nóng (như phổ biến ở các vùng Cao nguyên ở New Mexico và Colorado) và trung bình khoảng 30 ngày mỗi năm khi nhiệt độ tăng trên 100 °F (38 °C) vốn có thể gây khó chịu. Gió mùa Bắc Mỹ xuất hiện vào mùa hè, và có thể mang đến những trận mưa như trút nước, giông bão nghiêm trọng (kèm theo gió lớn và mưa đá) và đôi khi có cả lốc xoáy. Mưa có thể giúp giải nhiệt khỏi cái nóng như thiêu đốt của vùng bình nguyên này. Mùa thu nhẹ nhàng và dễ chịu, nhưng có thể lạnh. Có thể có tuyết vào tháng Mười và tháng Mười Một.
Mức thấp kỷ lục ở Roswell là −24 °F (−31 °C) vào ngày 11 tháng 1 năm 1962 và ngày 8 tháng 2 năm 1933. Mức cao kỷ lục là 114 °F (46 °C) vào ngày 27 tháng 6 năm 1994.
| Dữ liệu khí hậu của Roswell, New Mexico (Công viên Hàng không Roswell), 1991–2020 bình thường, cực đoan 1893–hiện nay | Dữ liệu khí hậu của Roswell, New Mexico (Công viên Hàng không Roswell), 1991–2020 bình thường, cực đoan 1893–hiện nay | Dữ liệu khí hậu của Roswell, New Mexico (Công viên Hàng không Roswell), 1991–2020 bình thường, cực đoan 1893–hiện nay | Dữ liệu khí hậu của Roswell, New Mexico (Công viên Hàng không Roswell), 1991–2020 bình thường, cực đoan 1893–hiện nay | Dữ liệu khí hậu của Roswell, New Mexico (Công viên Hàng không Roswell), 1991–2020 bình thường, cực đoan 1893–hiện nay | Dữ liệu khí hậu của Roswell, New Mexico (Công viên Hàng không Roswell), 1991–2020 bình thường, cực đoan 1893–hiện nay | Dữ liệu khí hậu của Roswell, New Mexico (Công viên Hàng không Roswell), 1991–2020 bình thường, cực đoan 1893–hiện nay | Dữ liệu khí hậu của Roswell, New Mexico (Công viên Hàng không Roswell), 1991–2020 bình thường, cực đoan 1893–hiện nay | Dữ liệu khí hậu của Roswell, New Mexico (Công viên Hàng không Roswell), 1991–2020 bình thường, cực đoan 1893–hiện nay | Dữ liệu khí hậu của Roswell, New Mexico (Công viên Hàng không Roswell), 1991–2020 bình thường, cực đoan 1893–hiện nay | Dữ liệu khí hậu của Roswell, New Mexico (Công viên Hàng không Roswell), 1991–2020 bình thường, cực đoan 1893–hiện nay | Dữ liệu khí hậu của Roswell, New Mexico (Công viên Hàng không Roswell), 1991–2020 bình thường, cực đoan 1893–hiện nay | Dữ liệu khí hậu của Roswell, New Mexico (Công viên Hàng không Roswell), 1991–2020 bình thường, cực đoan 1893–hiện nay | Dữ liệu khí hậu của Roswell, New Mexico (Công viên Hàng không Roswell), 1991–2020 bình thường, cực đoan 1893–hiện nay |
| Tháng | 1 | 2 | 3 | 4 | 5 | 6 | 7 | 8 | 9 | 10 | 11 | 12 | Năm |
| --- | --- | --- | --- | --- | --- | --- | --- | --- | --- | --- | --- | --- | --- |
| Cao kỉ lục °F (°C) | 88 (31) | 91 (33) | 95 (35) | 102 (39) | 107 (42) | 114 (46) | 111 (44) | 111 (44) | 104 (40) | 99 (37) | 94 (34) | 84 (29) | 114 (46) |
| Trung bình tối đa °F (°C)                                                                                             | 76.2 (24.6) | 80.4 (26.9) | 87.3 (30.7) | 93.1 (33.9) | 100.4 (38.0) | 106.3 (41.3) | 104.0 (40.0) | 102.5 (39.2) | 98.1 (36.7) | 93.0 (33.9) | 82.2 (27.9) | 75.3 (24.1) | 108.0 (42.2) |
| Trung bình ngày tối đa °F (°C)                                                                                        | 57.3 (14.1) | 63.2 (17.3) | 71.0 (21.7) | 79.4 (26.3) | 87.8 (31.0) | 96.2 (35.7) | 96.5 (35.8) | 94.6 (34.8) | 87.6 (30.9) | 77.7 (25.4) | 65.7 (18.7) | 56.5 (13.6) | 77.8 (25.4) |
| Tối thiểu trung bình ngày °F (°C)                                                                                     | 28.1 (−2.2) | 32.5 (0.3) | 39.4 (4.1) | 47.0 (8.3) | 56.7 (13.7) | 65.7 (18.7) | 69.9 (21.1) | 68.6 (20.3) | 61.2 (16.2) | 48.8 (9.3) | 36.3 (2.4) | 28.1 (−2.2) | 48.5 (9.2) |
| Trung bình tối thiểu °F (°C)                                                                                          | 14.4 (−9.8) | 17.3 (−8.2) | 23.0 (−5.0) | 31.4 (−0.3) | 44.0 (6.7) | 55.9 (13.3) | 63.2 (17.3) | 61.3 (16.3) | 48.8 (9.3) | 32.4 (0.2) | 20.0 (−6.7) | 12.0 (−11.1) | 9.3 (−12.6) |
| Thấp kỉ lục °F (°C)                                                                                                   | −24 (−31) | −24 (−31) | −5 (−21) | 17 (−8) | 27 (−3) | 40 (4) | 52 (11) | 48 (9) | 30 (−1) | 14 (−10) | −6 (−21) | −10 (−23) | −24 (−31) |
| Lượng Giáng thủy trung bình inches (mm)                                                                               | 0.36 (9.1) | 0.35 (8.9) | 0.54 (14) | 0.57 (14) | 1.14 (29) | 1.28 (33) | 1.82 (46) | 1.68 (43) | 1.55 (39) | 1.33 (34) | 0.45 (11) | 0.56 (14) | 11.63 (295) |
| Lượng tuyết rơi trung bình inches (cm)                                                                                | 2.4 (6.1) | 1.1 (2.8) | 0.7 (1.8) | 0 (0) | 0 (0) | 0 (0) | 0 (0) | 0 (0) | 0 (0) | 0.4 (1.0) | 1.2 (3.0) | 3.8 (9.7) | 9.6 (24) |
| Số ngày giáng thủy trung bình (≥ 0.01 in)                                                                             | 3.4 | 3.1 | 3.3 | 2.9 | 4.4 | 5.3 | 6.9 | 8.1 | 6.0 | 5.0 | 2.8 | 3.9 | 55.1 |
| Số ngày tuyết rơi trung bình (≥ 0.1 in)                                                                               | 2.0 | 1.0 | 0.7 | 0.3 | 0 | 0 | 0 | 0 | 0 | 0.2 | 0.6 | 1.8 | 6.6 |
| Độ ẩm tương đối trung bình (%)                                                                                        | 56.8 | 51.1 | 39.7 | 36.5 | 39.6 | 43.2 | 49.1 | 54.1 | 57.6 | 54.0 | 52.7 | 54.5 | 49.1 |
| Điểm sương trung bình °F (°C)                                                                                         | 21.9 (−5.6) | 23.9 (−4.5) | 25.0 (−3.9) | 29.8 (−1.2) | 39.0 (3.9) | 49.6 (9.8) | 56.8 (13.8) | 57.7 (14.3) | 52.5 (11.4) | 40.8 (4.9) | 28.6 (−1.9) | 21.6 (−5.8) | 37.3 (2.9) |
| Số giờ nắng trung bình tháng                                                                                          | 217.1 | 223.0 | 280.8 | 307.6 | 342.9 | 344.7 | 327.9 | 300.9 | 262.7 | 269.6 | 214.5 | 210.3 | 3.302 |
| Phần trăm nắng có thể                                                                                                 | 68 | 72 | 76 | 79 | 80 | 80 | 75 | 73 | 71 | 77 | 68 | 68 | 74 |
| Nguồn 1: NOAA (độ ẩm và điểm sương tương đối năm 1973–1990, mặt trời năm 1962–1982)                                   | | | | | | | | | | | | | |
| Nguồn 2: https://www.ncei.noaa.gov/access/us-climate-normals/                                                         | | | | | | | | | | | | | |

## Nhân khẩu
Theo điều tra dân số năm 2010, 48.366 người, trong 17.506 hộ gia đình, cư trú tại thành phố. Mật độ dân số là 1.619,9 người trên một dặm vuông (604,3/km2). Tính chất chủng tộc của thành phố này gồm 58,3% người gốc Tây Ban Nha hoặc người Latinh, 36,5% người da trắng, 2,0% người Mỹ bản địa, 1,8% người Mỹ gốc Phi, 1,3% người châu Á và 2,3% thuộc hai chủng tộc trở lên.
Tại thành phố, dân số được phân bố là 26,5% dưới 18 tuổi, trong khi 15,6% từ 65 tuổi trở lên.
Thu nhập trung bình cho một hộ gia đình trong thành phố là 43.372 đô la, và thu nhập bình quân đầu người là 22.119 đô la (2015-2019 tính theo đô la). Năm 2019, 19,7% dân số sống dưới mức nghèo khổ.

## Giáo dục

### Trường công lập
- Học khu Độc lập Roswell
  - Trường Trung học phổ thông Goddard
  - Trường Trung học phổ thông Roswell
- Trường Trung học cơ sở Mountain View
- Trường Trung học cơ sở Mesa
- Trường Trung học cơ sở Sierra
- Trường Trung học cơ sở Berrendo

### Trường tư thục
- Trường Công giáo All Saints, một trường Công giáo từ mầm non đến lớp tám
- Trường Thiên Chúa giáo Gateway, một trường sơ cấp từ mẫu giáo đến trung học phổ thông
- Trường Luther giáo Immanuel, một trường cổ điển từ mẫu giáo đến lớp chín
- Trường Công giáo Thánh Andrews, một trường Công giáo từ mẫu giáo đến lớp sáu

### Đại học và Viện Đại học
- Đại học Đông New Mexico-Roswell[16] là một chi nhánh của Đại học Đông New Mexico (trụ sở chính tại Portales). Cơ sở Roswell cung cấp một số chương trình chứng chỉ và liên kết. Ngoài ra, các chương trình cử nhân và thạc sĩ đều có sẵn qua Hệ thống Truyền hình Giảng dạy của ENMU.
- Học viện Quân sự New Mexico cung cấp các chương trình trung học bốn năm và hai năm liên kết đại học.

### Giáo dục chuyên nghiệp
- Học viện Thực thi Luật Quốc tế, còn gọi là ILEA-Roswell, là một học viện do chính phủ liên bang Hoa Kỳ điều hành để đào tạo các nhân viên thực thi pháp luật từ khắp nơi trên thế giới về các kỹ thuật thực thi pháp luật mới nhất.

## Thể thao
Đội Roswell Invaders chơi trong Giải Bóng chày Pecos gồm toàn các câu lạc bộ bóng chày chuyên nghiệp. Thành viên đội bóng Invaders chuyên mặc đồng phục màu xanh lá cây vôi nhằm đại diện cho những mối liên hệ ngoài hành tinh của thành phố này. Những trận đấu bóng trên sân nhà đều diễn ra tại khu Joe Bauman Ballpark.
Trước đây, Roswell từng là quê hương của các đội bóng như Roswell Giants (1923), Roswell Sunshiners (1937), Roswell Rockets (1949–1956) và Roswell Pirates (1959), đều tham gia tranh tài trong Giải Bóng chày Panhandle-Pecos Valley (1923), Giải Bóng chày West Texas-New Mexico (1937), Giải Bóng chày Longhorn (1949–1955), Giải Bóng chày Southwestern (1956) và Giải Bóng chày Sophomore (1959).
Joe Bauman đạt kỷ lục ở giải hạng nhỏ với 72 lần chạy trên sân nhà cho đội bóng Roswell Rockets. Overall, Bauman năm 1954. Nhìn chung, Bauman đạt mốc 400 cú giao bóng với 72 lần chạy trên sân nhà và 224 lần RBI, 150 lần đi bộ và 188 lần chạy trong mùa giải 1954. Người phụ trách Đại sảnh Danh vọng Bóng chày là Willie Stargell từng chơi cho đội bóng Roswell Pirates năm 1959. Roswell còn là chi nhánh của đội bóng Pittsburgh Pirates năm 1959.

## Giao thông

### Sân bay
- Trung tâm Hàng không Roswell do hãng American Airlines phục vụ thông qua chi nhánh hàng không khu vực American Eagle của hãng này. Tên cũ của nó, Trung tâm Hàng không Quốc tế Roswell, vẫn xuất hiện trong một số tài liệu tham khảo và trên một số biển báo địa phương.

### Đường sắt
- BNSF Railway cung cấp các dịch vụ vận chuyển hàng hóa. Hiện tại chưa có dịch vụ chở khách liên tỉnh.

### Tuyến xe buýt
- Do Pecos Trails Transit phục vụ

### Tuyến đường chính
- Quốc lộ 70
- Quốc lộ 285
- Quốc lộ 380

## Công nghiệp địa phương

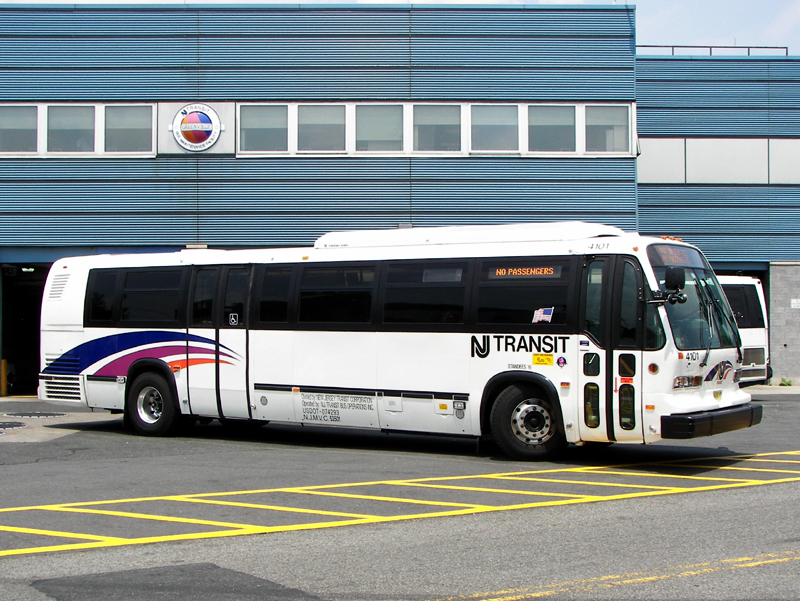
Một chiếc xe buýt Millennium RTS Legend được sản xuất tại Roswell

Roswell là quê hương của Leprino Foods, một trong những nhà máy sản xuất phô mai mozzarella lớn nhất thế giới. Đây cũng là địa điểm của nhà máy cũ thuộc hãng Transportation Manufacturing Corporation, nổi tiếng nhất với việc sản xuất nhiều lần xe buýt thành phố RTS kể từ năm 1987. Nhà máy này được Nova Bus vận hành từ năm 1994 đến 2003 và sau đó mới tới Millennium Transit Services.

## Điểm du lịch văn hóa
Ngành du lịch của Roswell dựa trên các bảo tàng và doanh nghiệp kỹ thuật hàng không vũ trụ và UFO học, cũng như các biểu tượng chủ đề về người ngoài hành tinh và tàu vũ trụ.
Bảo tàng Roswell lưu giữ một cuộc triển lãm bao gồm tái hiện xưởng phát triển động cơ tên lửa của Goddard, cũng như một cung thiên văn và nguyên bộ sưu tập tác phẩm mỹ thuật. Chương trình Roswell Artist-in-Residence (RAIR) có một bảo tàng liên kết, Bảo tàng Nghệ thuật Đương đại Anderson, nơi quy tụ hơn 200 nghệ sĩ trong bộ sưu tập này.

## Nhân vật nổi bật
- Robert O. Anderson, doanh nhân và nhà từ thiện
- Bobby Baldock, thẩm phán phúc thẩm liên bang Hoa Kỳ (Tòa Phúc thẩm Vòng thứ Mười)
- Tom Brookshier, cầu thủ bóng đá chuyên nghiệp và vận động viên thể thao, quê ở Roswell
- John Chisum, nhà tiên phong, địa chủ, chủ trang trại
- Louise Holland Coe, người phụ nữ đầu tiên được bầu vào Thượng viện New Mexico và là người phụ nữ đầu tiên ứng cử vào Quốc hội Hoa Kỳ, 1894–1985
- Max Coll, Dân biểu Hạ viện New Mexico nhiệm kỳ thứ 15 (1966–1970, 1980–2004), cháu trai của James F. Hinkle
- Ray Crawford, phi công chiến đấu và tay đua ô tô, quê ở Roswell
- John Denver, ca sĩ và diễn viên, quê ở Roswell
- Sam Donaldson, nhà báo truyền hình, tham dự NMMI
- Pat Garrett, cảnh sát trưởng, kẻ giết Billy the Kid
- Robert H. Goddard, nhà tiên phong về tên lửa
- Susan Graham, ca sĩ opera
- J.J. Hagerman, doanh nhân và nhà phát triển đường sắt
- James F. Hinkle, Thị trưởng Roswell (1904–1906), Thượng nghị sĩ bang New Mexico (1912–1916), Thống đốc bang New Mexico (1923–1925)
- Nancy Lopez, vận động viên chơi gôn của Đại sảnh Danh vọng LPGA
- Jody McCrea, nam diễn viên, đã nghỉ hưu ở Roswell
- Demi Moore, nữ diễn viên, quê ở Roswell
- Sergio de la Peña, Đại tá Lục quân Hoa Kỳ, ứng cử viên chính trị, và cựu quan chức Lầu Năm Góc
- Gerina Piller, vận động viên chơi gôn chuyên nghiệp
- Clinton A. Puckett, Thượng sĩ Thiếu tá hạng 6 Thủy quân Lục chiến, người nhận Huân chương Chữ thập Hải quân, lớn lên ở Roswell
- James P. Riseley, Trung tướng, USMC, nghỉ hưu ở Roswell
- Roy Rogers, ca sĩ và diễn viên chuyên đóng vai cao bồi, dưới tên khai sinh của mình (Leonard Slye) vào đầu thập niên 1930
- Mike E. Smith, vận động viên đua ngựa Đại sảnh Danh vọng, quê ở Roswell
- Austin St. John, thành viên đội Biệt động Red Power đầu tiên, quê ở Roswell
- Roger Staubach, tiền vệ, Đại sảnh Danh vọng Bóng đá Chuyên nghiệp, tham dự NMMI và quê ở Roswell

### Trích dẫn
1. ↑  "2019 U.S. Gazetteer Files". United States Census Bureau. Truy cập ngày 27 tháng 7 năm 2020.
2. ↑  "Find a County". National Association of Counties. Lưu trữ bản gốc ngày 26 tháng 6 năm 2015. Truy cập ngày 7 tháng 6 năm 2011.
3. ↑  "Martin's Capitol Café". Roswell Daily Record. ngày 4 tháng 8 năm 2017. Lưu trữ bản gốc ngày 6 tháng 8 năm 2019. Truy cập ngày 23 tháng 4 năm 2020.
4. ↑  Birnes, W.J. (2010). Aliens in America: A UFO Hunter's Guide to Extraterrestrial Hotpspots Across the U.S. Adams Media. tr. 184. ISBN 978-1-4405-0872-1. Truy cập ngày 23 tháng 4 năm 2020.
5. ↑  Niederman, S. (2018). Explorer's Guide New Mexico (Third Edition) (Explorer's Complete). Explorer's Complete. Countryman Press. tr. 485. ISBN 978-1-68268-191-6. Truy cập ngày 23 tháng 4 năm 2020.
6. ↑  Myrick, David, New Mexico's Railroads, A Historic Survey, University of New Mexico Press 1990. ISBN 0-8263-1185-7
7. ↑  Llorca, Juan (ngày 14 tháng 10 năm 2012). "Felix Baumgartner Completes Record-Setting Jump". Huffington Post. Lưu trữ bản gốc ngày 17 tháng 10 năm 2012. Truy cập ngày 17 tháng 10 năm 2012.
8. ↑  "Encyclopedia of the Great Plains | ROSWELL, NEW MEXICO".
9. ↑  "Geographic Identifiers: 2010 Demographic Profile Data (G001): Roswell city, New Mexico (revision of 01-02-2013)". U.S. Census Bureau, American Factfinder. Bản gốc lưu trữ ngày 12 tháng 2 năm 2020. Truy cập ngày 16 tháng 10 năm 2014.
10. 1 2 3  "NowData – NOAA Online Weather Data". Cơ quan Quản lý Khí quyển và Đại dương Quốc gia. Bản gốc lưu trữ ngày 30 tháng 4 năm 2021. Truy cập ngày 29 tháng 8 năm 2020.
11. ↑  "June Daily Averages for Roswell, NM Weather.com Retrieved June 12, 2012". Lưu trữ bản gốc ngày 11 tháng 3 năm 2014. Truy cập ngày 14 tháng 8 năm 2012.
12. ↑  "Station Name: NM ROSWELL IND AIR PK". Cơ quan Quản lý Khí quyển và Đại dương Quốc gia. Truy cập ngày 6 tháng 6 năm 2015.
13. ↑  "WMO Climate Normals for Roswell/Industrial Air Park, NM 1961–1990". Cơ quan Quản lý Khí quyển và Đại dương Quốc gia. Truy cập ngày 29 tháng 8 năm 2020.
14. ↑  "Census of Population and Housing". Census.gov. Lưu trữ bản gốc ngày 26 tháng 4 năm 2015. Truy cập ngày 4 tháng 6 năm 2015.
15. ↑  "U.S. Census website". census.gov. Cục Thống kê Dân số Hoa Kỳ. ngày 1 tháng 4 năm 2010. Bản gốc lưu trữ ngày 12 tháng 6 năm 2022. Truy cập ngày 13 tháng 7 năm 2021.{{Chú thích web}}:  Quản lý CS1: bot: trạng thái URL ban đầu không rõ (liên kết)
16. ↑  "Eastern New Mexico University – Roswell". Eastern New Mexico University. Lưu trữ bản gốc ngày 8 tháng 3 năm 2010. Truy cập ngày 8 tháng 3 năm 2010.
17. ↑  "Roswell, NM - BR Bullpen". www.baseball-reference.com. Lưu trữ bản gốc ngày 8 tháng 4 năm 2020. Truy cập ngày 8 tháng 4 năm 2020.
18. ↑  "Register Team Encyclopedia". Baseball-Reference.com. Lưu trữ bản gốc ngày 3 tháng 4 năm 2020. Truy cập ngày 8 tháng 4 năm 2020.
19. ↑  "1954 Roswell Rockets Statistics on StatsCrew.com". www.statscrew.com. Lưu trữ bản gốc ngày 8 tháng 4 năm 2020. Truy cập ngày 8 tháng 4 năm 2020.
20. ↑  "Roswell's Joe Bauman set home run record in 1954". MiLB.com. Lưu trữ bản gốc ngày 8 tháng 4 năm 2020. Truy cập ngày 8 tháng 4 năm 2020.
21. ↑  "Lots a Mozzarella in Roswell – Leprino Foods". BNET.com. 2001. Bản gốc lưu trữ ngày 29 tháng 9 năm 2008.
22. ↑  Siegler, Kirk; Baker, Liz (ngày 5 tháng 6 năm 2021). "The Truth Is (Still) Out There In 'UFO Capital' Roswell, New Mexico". NPR.org (bằng tiếng Anh). Truy cập ngày 8 tháng 5 năm 2022.
23. ↑  "New name announced for Roswell museum". KRQE NEWS 13 (bằng tiếng Anh). ngày 17 tháng 11 năm 2021. Truy cập ngày 8 tháng 5 năm 2022.
24. ↑  "RMAC launches new brand, changes name". Roswell Daily Record (bằng tiếng Anh). ngày 17 tháng 11 năm 2021. Truy cập ngày 8 tháng 5 năm 2022.
25. ↑  Horak, Steven (ngày 21 tháng 4 năm 2020). Moon New Mexico (bằng tiếng Anh). Avalon Publishing. tr. 489. ISBN 978-1-64049-762-7.
26. ↑  Byers, Jim (ngày 14 tháng 10 năm 2018). "New Mexico: A Natural Playground". Newspapers.com (bằng tiếng Anh). The Province. tr. B14-B15. Truy cập ngày 8 tháng 5 năm 2022.

- City Map, Roswell, New Mexico. Roswell: Roswell Printing, 1976.